# فوهة بروتاغوراس

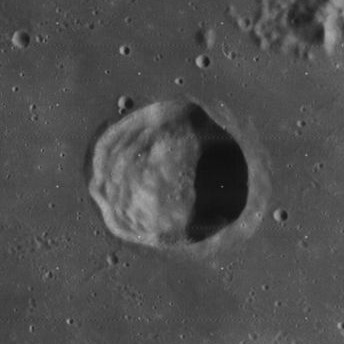
فوهة بروتاغوراس

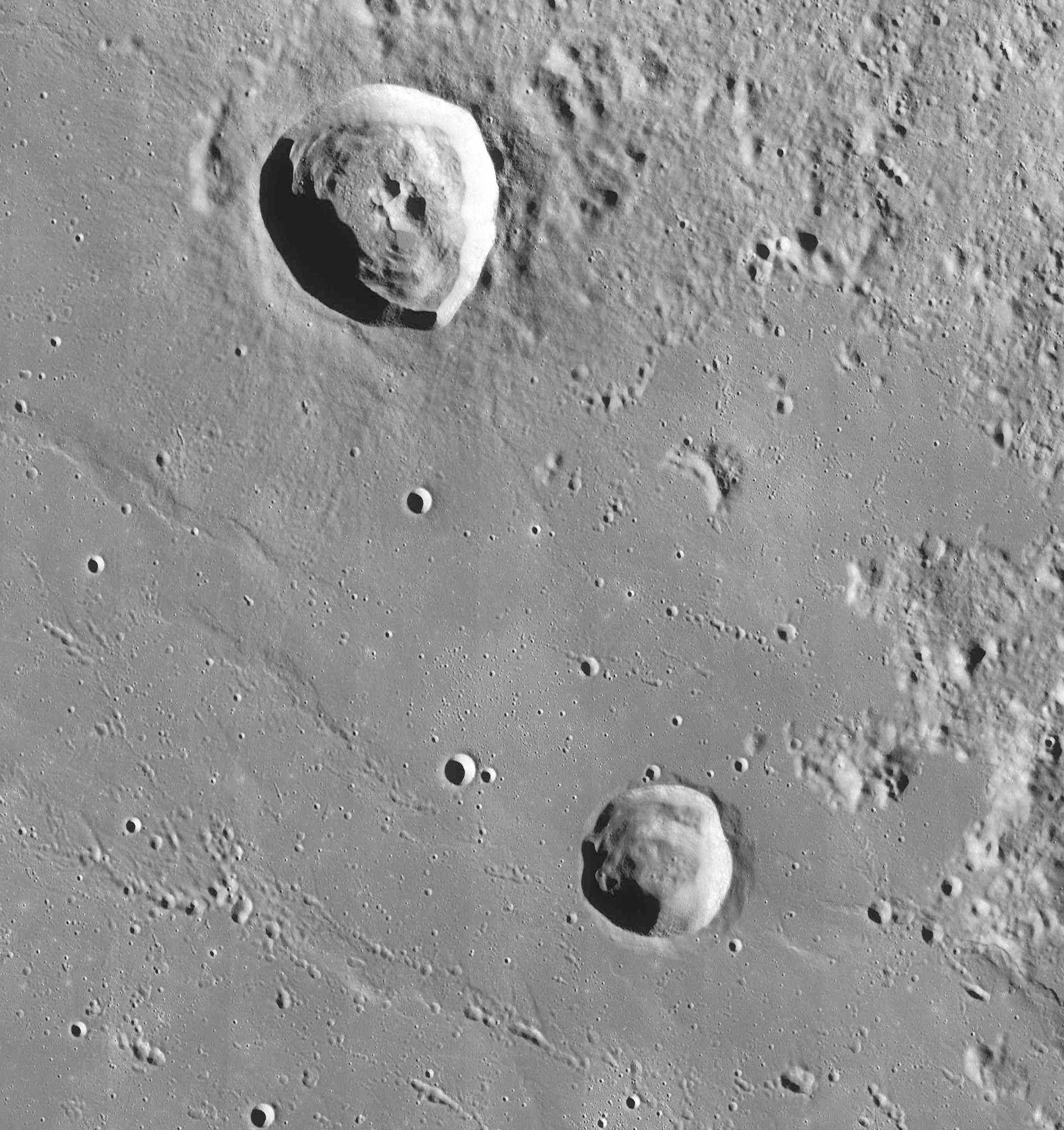
فوهة أرخيتاس في أعلى يسار الصورة، بينما توجد فوهة بروتاغوراس في أسفل يمين الصورة. الصورة من المسبار الفضائي مستكشف القمر المداري

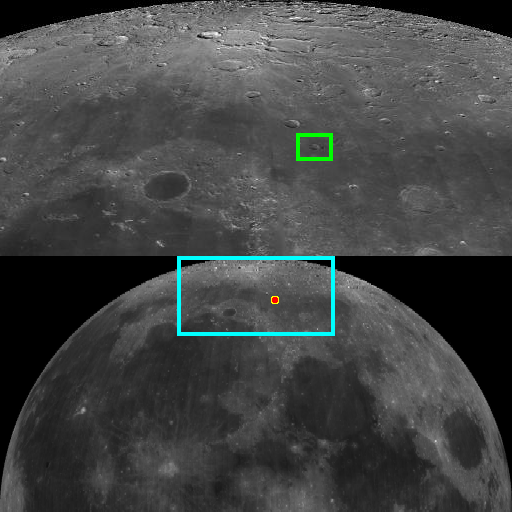
موقع فوهة بروتاغوراس.

فوهة بروتاغوراس (56.0°N 7.3°E) هي فوهة صدمية قمرية تقع بالقرب من ماري فريغوريس في الجزء الشمالي من القمر. يحدها من الشمال- الشمال الغربي فوهة أرخيتاس الأكبر حجما قليلا، وجنوبي شرق فوهة أرسطواليز. 

## الوصف

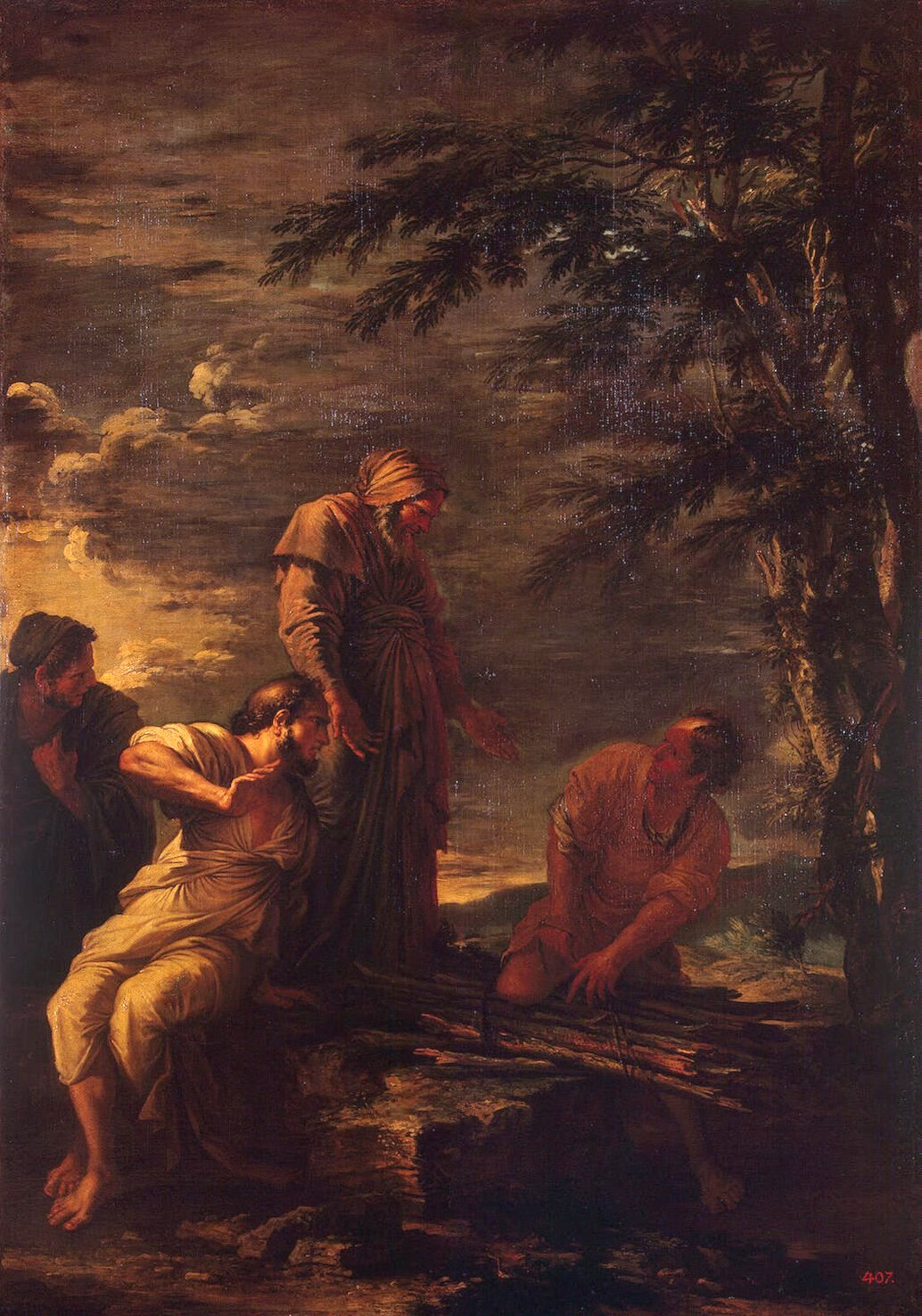
لوحة يظهر فيها بروتاغوراس في يمين اللوحة والتي تخلذ الفوهة ذكراه (بينما يظهر ديموقريطيس في منتصف اللوحة)

تتميز الفوهة بحوافها الدائرية وسطحها المستوي تقريبا، على الرغم من انخفاض حوافها الجنوبية الغربية. تحتوي الأرضية الداخلية على علامات ضوئية قليلة ولكن بلا أي معلومات. توجد منطقة من الأراضي الوعرة في المنطقة الشرقية من الفوهة.
تبلغ طول قطر الفوهة ما يقرب من 22 كم وعمقها 2.1 كم، وعلى زاوية 353° من شروق الشمس. سميت الفوهة على اسم الفيلسوف اليوناني بروتاغوراس من أبديرة جنوبي غرب تراقية تخليدا لذكراه وتكريما له على مجمل أعماله.

## فوهات القمر الصناعي
لرسم خريطة مماثلة لفوهات القمر يتم وضح حروف على كل جانب من جوانب الفوهة ومركزها لكل حرف منهم دلاله معينة.
| بروتاغوراس | خط طول  | خط عرض | القطر |
| ---------- | ------- | ------ | ----- |
| B          | 56.3° N | 5.7° E | 4 كم  |
| E          | 49.5° N | 0.5° E | 6 كم  |

## وصلات خارجية
- فوهات القمر
- جوله حول فوهات القمر -ناسا.